# GONGON
GONGON（ゴンゴン、1977年8月21日 - 2024年7月5日）は、日本のミュージシャン、ラジオパーソナリティ。ロックバンド・B-DASHのボーカリスト兼ギタリスト。本名は菅原 勇太（すがはら ゆうた）。旧芸名はYUTA（ユウタ）。

## 経歴
東京都大田区大森出身。
父は歌手の菅原やすのり。母は食育やマイナスイオン等の研究者の菅原明子。弟は漫画家、CG作家のSOTA（菅原そうた）。妹は実業家の菅原麗子。
東京都立蒲田高等学校在学中にバンドを結成し音楽活動を始める。日本工学院専門学校コンピューターミュージック科在学中にB-DASHの前身となるHAGUKI DASHを結成。2002年にメジャーデビューを果たす。
私生活では2015年に結婚。
2017年のB-DASH解散後は独自で自主制作を基本とした音楽レーベルのGONGON Recordsを発足し、3ピースバンド「FOOL A MEAN GOES. （フラミンゴーズ）」ではギター&ボーカルも務めた。
2023年初夏に体調不良のために休養。同年9月に退院し、活動再開を報告していたが、2024年7月5日、死去。46歳没。訃報は同月11日に公表された。
2024年12月3日に設立された一般社団法人YUTA BIGSMILE PROJECTにて、GONGONの没後発見された未発表楽曲を通じて、社会貢献に繋がる活動を行なっていくことが発表された。
2024年12月28日にTOKYO MXで放映された5億年ボタン14話にて、未発表楽曲「夏の花火」「regret」の一部が放送された。

## ソロ活動
GONGON名義でテクノ音楽のCDを5枚リリース。
2010年7月7日より、FMラジオ局bayfmにて自らがメインパーソナリティを務めるラジオ番組「おひやください。」の放送が開始された。

## ディスコグラフィー
- GONGON Techno 01 （2002年3月20日）
- GONGON Techno 03 （同上）
- GONGON Techno 04 （同上）
- GONGON Techno 05 （2002年7月17日）
- GONGON Techno 02 （同上）

発売時期がCD名の順番と異なるのは版権上の理由による。